# Obzor (popodnevni, 1905.)
Obzor je bio hrvatski dnevnik iz Zagreba. Ove novine su počele izlaziti 1905., a prestale su izlaziti 1919. godine. 
Pored jutarnjeg, izlazio je i jutarnji Obzor.
Uređivali su ga Ivan Gršković, Vladimir Lunaček, Slavko Vodvarka i Vladimir Turkalj.
Nastavlja se na tradiciju Obzora.